# Nicholson (krater)
Nicholson – krater uderzeniowy w Terytoriach Północno-Zachodnich w Kanadzie. Nie jest odsłonięty na powierzchni ziemi; jego obszar jest zalany wodami jeziora Nicholson.
Krater ma ok. 12,5 km średnicy. Jego wiek nie jest dobrze znany: powstał nie dawniej niż 400 milionów lat temu (w dewonie). Utworzył go upadek małej planetoidy o składzie achondrytowym, która uderzyła w skały osadowe pokrywające podłoże krystaliczne.